# Lijst van burgemeesters van Elsloo
Dit is een lijst van burgemeesters van de voormalige Nederlandse gemeente Elsloo tot die gemeente op 1 januari 1982 opging in de gemeente Stein.
| Ambtsperiode | Naam burgemeester         | Partij of stroming | Bijzonderheden                             |
| ------------ | ------------------------- | ------------------ | ------------------------------------------ |
| 18?? - 18??  | ??                        |                    |                                            |
| 1820 - 1834  | Charles de Geloes         |                    |                                            |
| 1835 - 1846  | J.J.H. Fredrix            |                    |                                            |
| 1846 - 1851  | P.M.L. van Hees           |                    |                                            |
| 1851 - 1853  | J. Mobers                 |                    |                                            |
| 1853 - 1857  | W. Jaspar                 |                    |                                            |
| 1857 - 1863  | C. Canisius               |                    |                                            |
| 1863 - 1867  | M. Vaassen                |                    | tevens burgemeester van Stein (1853-1881?) |
| 1867 - 1868  | H. Janssen                |                    |                                            |
| 1868 - 1880  | D.L. de Wit               |                    |                                            |
| 1880 - 1883  | J.L. Lemmens              |                    | tevens burgemeester van Beek               |
| 1883 - 1915  | J.L. van Mulken           |                    |                                            |
| 1915 - 1942  | Frans (F.) Eussen         |                    |                                            |
| 1941 - 1942  | J.J. van Sonsbeeck        |                    | waarnemend; burgemeester van Beek          |
| 1942 - 1944  | B.H.G. Pisters            |                    |                                            |
| 1944 - 1951  | J.F.J. Maenen             |                    | tot 1945 waarnemend;                       |
| 1952 - 1973  | Egidius (E.H.A.M.) Meijer |                    | eerder burgemeester van Borgharen          |
| 1973 - 1978  | Tjeu (M.G.N.) Schutgens   | KVP                | eerder burgemeester van Thorn              |
| 1978 - 1982  | Johan (J.) van der Woude  | PvdA               | waarnemend                                 |